# Nakatopsis skittleus
Nakatopsis skittleus är en svampart som beskrevs av Whitton, McKenzie & K.D. Hyde 2001. Nakatopsis skittleus ingår i släktet Nakatopsis, divisionen sporsäcksvampar och riket svampar.   Inga underarter finns listade i Catalogue of Life.